# Dekanija Kobarid
Dekanija Kobarid je rimskokatoliška dekanija Škofije Koper.

## Župnije
- Župnija Bovec
- Župnija Drežnica
- Župnija Kobarid